# Commelina macrosperma
Commelina macrosperma là một loài thực vật có hoa trong họ Commelinaceae. Loài này được J.K.Morton mô tả khoa học đầu tiên năm 1956.